# قمری چشم‌سرخ
قمری چشم‌سرخ (نام علمی: Streptopelia semitorquata) نام یک گونه از سرده قمری‌ها است.